# Dobje
Dobje é um município da Eslovênia. A sede do município fica na localidade de Dobje pri Planini.